# Otto Nerz
Otto Nerz (Hechingen, Imperio alemán, 21 de octubre de 1892-Sachsenhausen, Alemania ocupada, 18 de abril de 1949) fue un médico, profesor, jugador y entrenador de fútbol alemán. En su etapa como jugador profesional se desempeñaba como centrocampista.

## Biografía
Antes del estallido de la Primera Guerra Mundial, estudió pedagogía. En la guerra fue empleado como médico. En 1919, comenzó a trabajar como maestro de escuela primaria en Berlín. En 1925, se graduó en la Universidad Alemana de Educación Física. Además, estudió medicina y recibió su doctorado en 1935.
Fue el primer entrenador de la selección de fútbol de Alemania, su mayor logro fue el tercer lugar obtenido en la Copa Mundial de Fútbol de 1934. También dirigió al combinado teutón en los Juegos Olímpicos de 1928 y 1936. Nerz se unió al partido nazi relativamente temprano, antes de que Adolf Hitler llegara al poder en 1933. El gobierno alemán, debido a la exitosa participación de Alemania en la Copa del Mundo de 1934, tenía un alto nivel de expectativas en el equipo dirigido por Nerz de cara a los Juegos Olímpicos de Berlín de 1936. Sin embargo, Alemania fue eliminada del torneo tras una sorpresiva derrota ante Noruega en cuartos de final. Tras este fracaso, fue despedido y reemplazado por Sepp Herberger.
Debido a su condición de miembro del partido nazi, fue detenido como prisionero de guerra después de la Batalla de Berlín y posteriormente trasladado al campo de concentración de Sachsenhausen.

## Fallecimiento
Tras cuatro años de prisión, murió de meningitis en torno al 18 de abril de 1949, a la edad de 56 años, y fue enterrado en una fosa común.

## Equipos

### Como jugador
| Equipo                 | País                | Año       |
| ---------------------- | ------------------- | --------- |
| VfR Mannheim           | República de Weimar | 1910-1919 |
| Tennis Borussia Berlin | República de Weimar | 1919-1924 |

### Como entrenador
| Equipo                 | País                | Año       |
| ---------------------- | ------------------- | --------- |
| Tennis Borussia Berlin | República de Weimar | 1924-1926 |
| Selección nacional     | Alemania nazi       | 1926-1936 |

## Palmarés

### Campeonatos regionales
| Título         | Equipo       | País           | Año  |
| -------------- | ------------ | -------------- | ---- |
| Westkreis-Liga | VfR Mannheim | Imperio alemán | 1911 |
| Westkreis-Liga | VfR Mannheim | Imperio alemán | 1913 |
| Westkreis-Liga | VfR Mannheim | Imperio alemán | 1914 |